# Kin Avia
Kin Avia, soms Kin-Avia Airlines, is een regionale Congolese luchtvaartmaatschappij met haar basis op Luchthaven N'Dolo in Kinshasa. Kin Avia voert enkel binnenlandse vluchten uit, er worden medische-, charter-, evacuatie- en passagiersvluchten uitgevoerd.

## Geschiedenis
Kin Avia werd in 2009 opgericht om moeilijk te bereiken plaatsen in Congo-Kinshasa makkelijker te kunnen bereiken. De maatschappij werd op 9 april 2009 toegevoegd aan de Europese zwarte lijst net als alle andere Congolese luchtvaartmaatschappijen. In juni 2016 fuseerden Kin Avia en Air Tropiques, Kin Avia bleef behouden en nam de vloot en het personeel over.

## Vloot
De vloot van Kin Avia bestaat volledig uit turboprop-toestellen.
| Type               | In dienst | Passagiers | Opmerkingen      |
| ------------------ | --------- | ---------- | ---------------- |
| Beechcraft 1900D   | 1         | 12         | VIP-configuratie |
| Let L-410 Turbolet | 2         | 18         | 9S-GEN & 9S-GKA  |
| Totaal             | 3         |            |                  |

### Livery
Het kleurenschema van Kin Avia heeft als basiskleur wit met oranje accenten. Op de rudder staat het logo van de maatschappij.

## Bestemmingen
Kin Avia voert geplande vluchten uit naar (april 2024):
| Land           | Stad     | Luchthaven                | Opmerkingen |
| -------------- | -------- | ------------------------- | ----------- |
| Congo-Kinshasa | Bandundu | Luchthaven Bandundu       |             |
| Congo-Kinshasa | Kinshasa | Luchthaven N'Dolo         | Hub         |
| Congo-Kinshasa | Matadi   | Luchthaven Matadi Tshimpi |             |
| Congo-Kinshasa | Moanda   | Luchthaven Moanda         |             |
| Congo-Kinshasa | Nioki    | Luchthaven Nioki          |             |

## Incidenten en ongevallen

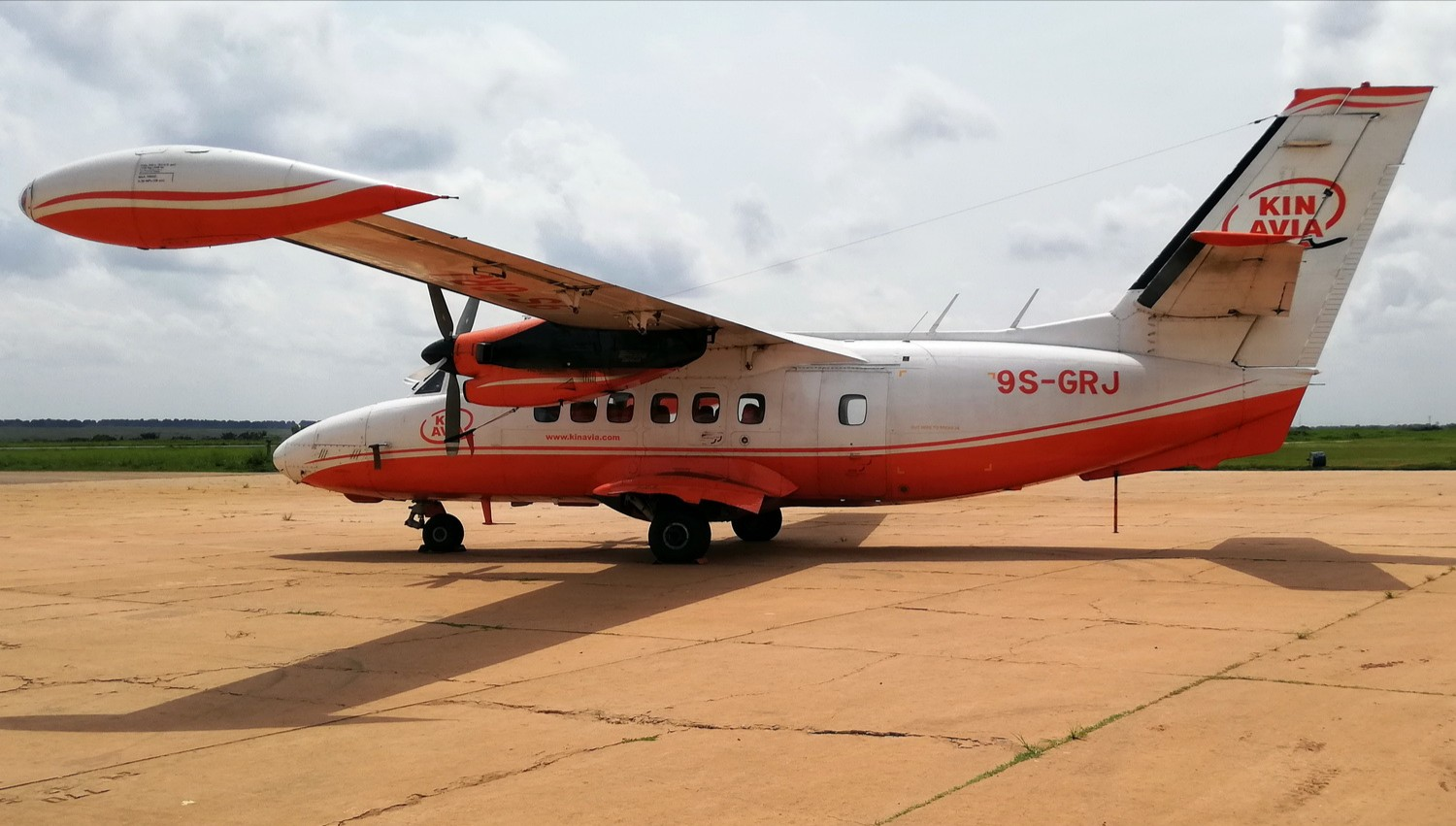
Het betrokken toestel anderhalf jaar voor de crash

- Op 16 juni 2021 stortte een Let L-410 Turbolet, registratie 9S-GRJ, 30 seconden na het opstijgen van de luchthaven van Bukavu neer. De vracht van zo’n 1600 kilo verschoof waardoor het toestel neerstortte. De twee bemanningsleden en een passagier kwamen om het leven.[11][12]